# Al Faisaliyah Center
Das Al Faisaliyah Center (arabisch برج الفيصلية) ist ein Wolkenkratzer in der saudi-arabischen Hauptstadt Riad. Es gilt als der erste Wolkenkratzer Saudi-Arabiens und ist seit 2002 nach dem Kingdom Centre das zweithöchste Hochhaus in Riad und das dritthöchste des Landes. Seit der Fertigstellung des Capital Market Authority Headquarters befindet sich das Gebäude auf Platz drei bzw. vier. Der 267 Meter hohe Turm mit 30 oberirdischen Stockwerken wurde im Jahr 2000 fertiggestellt; Architekt war Norman Foster.
Wegen des in Riad relativ brüchigen Kalkgesteins im Untergrund hatte man zunächst große Bedenken, einen so schweren Bau zu errichten. Belastungstests haben jedoch gezeigt, dass bei großer Flächenabdeckung die Tragfähigkeit gewährleistet ist. Der Bau erhebt sich daher auf einer stark bewehrten, ca. 90 × 90 m großen und 4 m dicken Betonplatte, die den Druck verteilt. Die Bauausführung dieses ersten echten Wolkenkratzers in Saudi-Arabien war vor allem für die einheimischen Unternehmen und Bauarbeiter eine Herausforderung.
Das Gebäude liegt genau zwischen der Olaya und der König-Fahd-Straße. Die Glaskugel in der Gebäudespitze mit einem Durchmesser von 23 m ist durch vier Ecklichtstrahler beleuchtet. In ihr befinden sich eine Zigarren-Lounge und ein Luxusrestaurant. Direkt darunter befindet sich eine offene Aussichtsplattform. In den unteren Etagen befinden sich Kaufhäuser, Fitnessstudios, Büros und ein 5-Sterne-Hotel. Der Aufzug braucht vom Erdgeschoss bis in die 30. Etage nur 25 Sekunden. Zur Aussichtsplattform, dem Restaurant und der Zigarrenlounge führt ein weiterer gläserner Aufzug.
Im Gebäude befindet sich eine Wand mit farbigen Glasmalereien des englischen Künstlers Brian Clarke.